# Mikołaj Wolański
Mikołaj Władysław Wolański (ur. 18 czerwca 1826 w Pauszówce, zm. 2 lipca 1895 we Lwowie) – polski właściciel dóbr, działacz społeczny, c. k. podkomorzy, hrabia austriacki, kawaler maltański. Poseł do Sejmu Krajowego Galicji, Rady Państwa.

## Życiorys
Urodził się w rodzinie Aleksandra Wolańskiego (zm. 1848). Starszym bratem Mikołaja był Erazm Wolański. Mikołaj Wolański ukończył gimnazjum oraz kurs filozofii prowadzony przez Jezuitów w Tarnopolu. Studiował na Wydziale prawa Uniwersytetu Lwowskiego. Właściciel dóbr Pauszówka.
Członek Towarzystwa Przyjaciół Sztuk Pięknych we Lwowie (m.in. w latach 1876/1877).
Poseł do Sejmu Krajowego Galicji III, IV, V (okręg wyborczy Czortków-Jazłowiec-Budzanów, nie wszedł do żadnej komicji w 1885) i VI kadencji (1870–1895) oraz do Rady Państwa z okręgów Zaleszczyki oraz Buczacz–Czortków III, IV, VI, VII i VIII kadencji (1870–1873 i 1879–1895, m.in. w 1885 zwyciężył ks. Hałuszczynskiego). W parlamencie austriackim był członkiem Koła Polskiego. Wybrany do Sejmu Krajowego w IV kurii obwodu Czortków, z okręgu wyborczego nr 9 Czortków–Jazłowiec–Budzanów.
Сzłonek Rady powiatowej w Czortkowie z grupy większej posiadłości (m.in. w latach 1870, 1871, 1872, 1874, 1880, 1883, 1884, 1888), prezes jej Wydziału m.in. w 1871, 1874.
Członek c. k. powiatowej komisji szacunkowej w Czortkowie m.in. w latach 1872, 1874. W latach m.in. 1872, 1882 (prezes Walerian Podlewski) zastępcą prezesa czortkowskiego Wydziału okręgowego Galicyjskiego Towarzystwa Kredytowego Ziemskiego we Lwowie. Członek czynny c. k. Galicyjskiego Towarzystwa Gospodarskiego (oddziału buczacko-czortkowsko-zaleszczyckiego, m.in. w latach 1870, 1882, 1884, oddziału buczacko-czortkowsko-husiatyńsko-zaleszczyckiego, m.in. w 1888).
12 lutego 1888 otrzymał tytuł hrabiego austriackiego, w lutym 1890 – pozwolenie noszenia krzyża kawalerskiego zakonu Joannitów (rycerz Maltański).
Zmarł 2 lipca 1895 we Lwowie w wieku 69 lat. Został pochowany w rodzinnym majątku.